# Duch Blackbearda
Duch Blackbearda (ang. Blackbeard’s Ghost) – amerykański film familijny z 1968 roku.

## Treść
Nowy nauczyciel wychowanie fizycznego w koledżu, Steve Walker, przyjeżdża do Godolphin i zamieszkuje w miejscowym hotelu, gdzie odbywa się właśnie aukcja charytatywna „Pirackich cór”. Pierwszej nocy nauczycielowi objawia się duch zmarłego pirata, kapitana Czarnobrodego (Blackbearda).

## Główne role
- Peter Ustinov – kapitan Czarnobrody
- Dean Jones – Steve Walker
- Elsa Lanchester – Emily Stowecroft
- Suzanne Pleshette – Jo Anne Baker
- Richard Deacon – Dean Wheaton